# 6789 Мілкі
6789 Мілкі (6789 Milkey) — астероїд головного поясу, відкритий 4 вересня 1991 року.
Тіссеранів параметр щодо Юпітера — 3,545.